# Kizhi
Kizhi (tiếng Nga: Кижи) là một hòn đảo trên hồ Onega tại Karelia, Nga (tọa độ 62°04′vĩ bắc, 35°14′17″kinh đông) với các nhà thờ, nhà và các công trình khác bằng gỗ. Nó là một trong những điểm đến phổ biến nhất của du khách tại Nga. Phần lớn trong chúng được dựng lên tại chỗ, những công trình còn lại được chuyển từ các nơi khác đến. Theo một trong các truyền thuyết, các tòa nhà được làm từ một cây búa (không có các công cụ khác), mà sau đó người thợ cả đã ném nó xuống hồ.
Hiện nay tại Kizhi là Viện bảo tàng-bảo tồn dân tộc học và kiến trúc-lịch sử quốc gia Liên bang Nga (GIAEMZ). Kizhi từ năm 1990 đã được đưa vào trong danh sách di sản thế giới và nằm dưới sự bảo vệ của UNESCO.
Đảo này dài khoảng 7 km và rộng 0,5 km. Nó được bao bọc bởi khoảng 5.000 đảo khác, phần lớn trong số đó rất nhỏ-một số trong chúng chỉ có kích thước khoảng 2x2 m, mặc dù một số đảo khác lại khá lớn, có đảo dài tới 35 km. Kizhi là nơi định cư thời trung cổ bao gồm trên 100 làng vào thế kỷ 16. Các ghi chép đầu tiên nhắc tới Kizhi có từ thế kỷ 12.

## Tổng quan

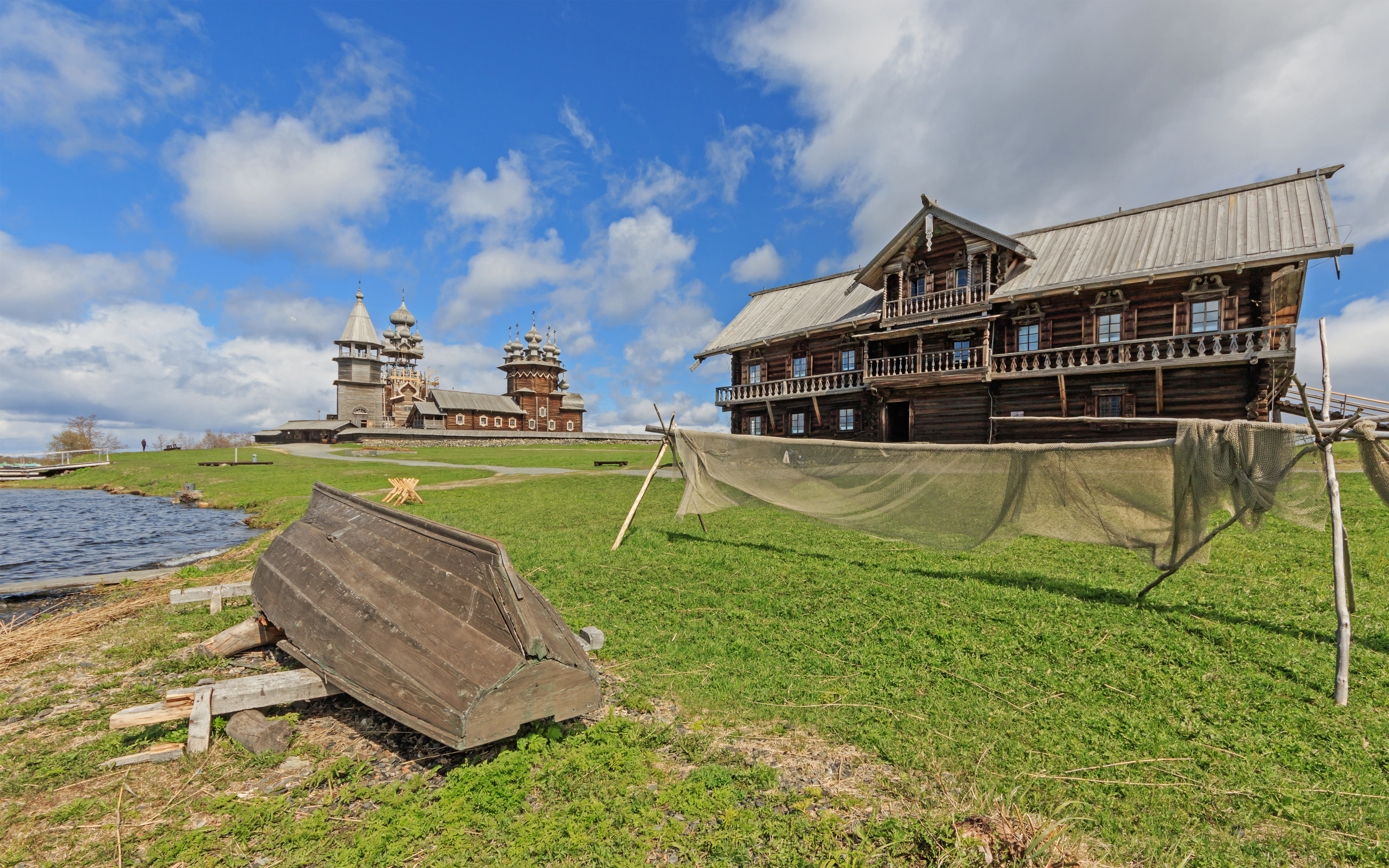

Nổi bật nhất trong số các công trình kiến trúc của nó là Nhà thờ Biến hình với 22 chóp mái, với khung tranh thánh kiểu barốc tuyệt đẹp.
Nhà thờ Pokrov với 9 chóp mái được xây dựng gần đó vào năm 1764 và gác chuông được bổ sung khoảng những năm 1862-1874. Điều gây ấn tượng nhất là các công trình xây dựng này hoàn toàn không sử dụng đinh hay các vật liệu kết nối bằng kim loại nào.
Các công trình xây dựng nhỏ bằng gỗ đã được chuyển từ các khu vực khác nhau tại Karelia tới đây, đáng chú ý là nhà thờ Lazar Phục sinh thế kỷ 14 từ tu viện Muromskii và nó là nhà thờ gỗ cổ nhất tại Nga.
Viện bảo tàng-bảo tồn kiến trúc gỗ Nga được chính quyền Liên Xô thành lập tại Kizhi năm 1960.
Năm 1990, Kizhi Pogost, một di tích lịch sử có niên đại từ thế kỷ 17 trên đảo,  đã được UNESCO công nhận là Di sản thế giới và năm 1993, nó đã được liệt kê như là một di sản văn hóa của nước Nga.

## Các di sản có giá trị

### Nhà thờ Biến hình

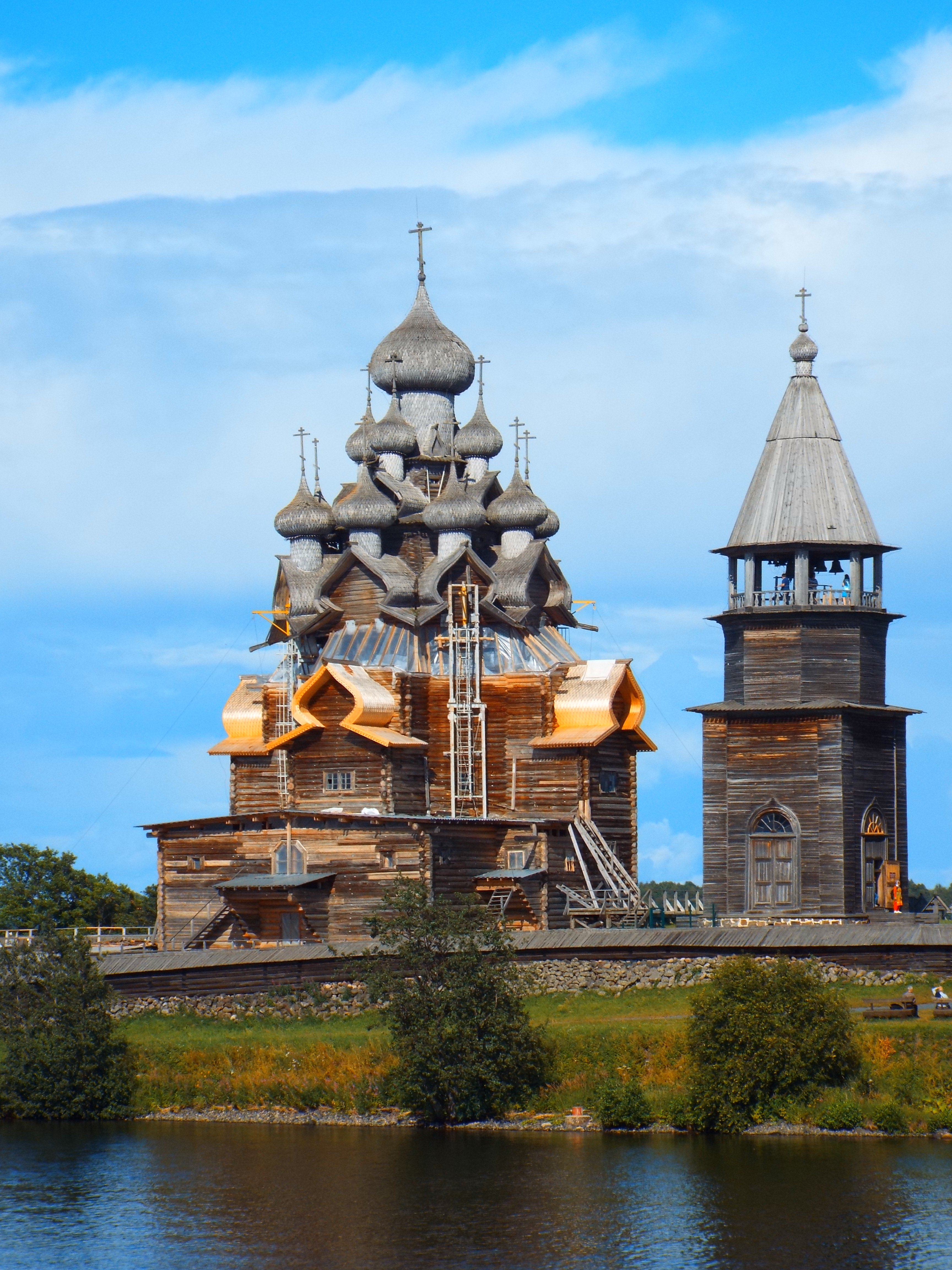
Nhà thờ Biến hình và tháp chuông

Nhà thờ Biến hình (của Chúa) (tức nhà thờ Preobrazhenie Gospodnya) thuộc di tích lịch sử Kizhi Pogost, ước đoán được xây dựng trong khoảng thời gian những năm từ 1714-1722, là công trình kiệt xuất nhất và đáng chú ý nhất của quần thể kiến trúc này. Là di tích có giá trị toàn Liên bang [Nga], di tích di sản văn hóa của Liên bang Nga (tức hạng mục có giá trị đặc biệt).
Nó được coi là xây dựng theo mô hình mẫu của Nhà thờ Pokrova Presvyatoi Bogoroditsy (xây dựng năm 1708) ở tỉnh Vologda.
Nhà thờ này được xây dựng tại khu vực trước đây bị sét đánh cháy. Tên tuổi thực sự của những người xây dựng ra nó hiện nay vẫn không rõ. Chiều cao của nhà thờ là 37 m. Nhà thờ được xây dựng theo các truyền thống của nghề mộc Nga - không có đinh (ngoại trừ các "lớp vảy" trên các "lưỡi cày" của mái vòm - tại đó chúng được gắn với nhau bằng các đinh nhỏ). Theo kiểu của nó thì nhà thờ này thuộc loại "mùa hè", về mùa đông không thể tiến hành làm lễ ở đây được. Nhà thờ Biến hình đại diện cho loại các nhà thờ nhiều tầng hình bát giác. Thành phần cơ bản của công trình là thành gỗ tám mặt (bát giác) phân bổ theo các hướng chiếu sáng. Từ phía tây tới thành gỗ cơ bản là sự tiếp giáp với vách gỗ không cao của nhà ăn. Trên bát giác dưới người ta còn bố trí thêm 2 thành gỗ bát giác có kích thước nhỏ hơn.
Nhà thờ này có 22 chóp mái, sắp xếp thành các tầng trên các mái, có dạng cong đều kiểu nấm. Hình dạng và kích thước các chóp mái thay đổi theo tầng, tạo ra một bức tranh hài hòa đặc biệt do hình dáng của nhà thờ. Phòng ăn được đóng lại bằng các cánh cửa có ba trục lăn. Lối vào trong nhà thờ được làm thành dạng bậc tam cấp hai lối vào có mái che trên các côngxon.
Khung tranh tượng thánh có 4 tầng, tạo thành từ 102 tranh thánh. Niên đại của khung tranh thánh vẫn chưa được xác định một cách chính xác: Về cơ bản nó có từ nửa sau thế kỷ 18 đến đầu thế kỷ 19. Các tranh thánh theo thời gian vẽ và các nét đặc biệt của kiểu dáng có thể chia thành 3 nhóm chính: hai tranh thánh cổ nhất là "Biến hình" và "Pokrov" có từ cuối thế kỷ 17 và là điển hình cho phong cách hội họa miền bắc. Phần cơ bản của các tranh thánh dãy dưới (bản địa) tạo thành nhóm tranh thánh thứ hai, có vào nửa sau thế kỷ 18. Các tranh thánh của 3 tầng trên cao tạo thành nhóm thứ ba và có vào khoảng đầu thế kỷ 18 và có lẽ được đưa từ nơi khác đến.
Thành gỗ của nhà thờ được dựng lên mà không có móng đá, chỉ ở nhà thờ phụ bên hông phía tây của nhà thờ này mới có móng đá (năm 1870). Các góc của nhà thờ được ốp bằng  gỗ thông đuôi ngựa (chi Pinus). Mái của nhà ăn, bậc tam cấp được ốp từ các tấm ván gỗ thông đuôi ngựa và vân sam (chi Picea) dọc theo các ván gỗ bạch dương (chi Betula). Tại các kết cấu ẩn người ta dùng các chi tiết làm từ gỗ bạch dương. Các "lưỡi cày" làm từ gỗ liễu hoàn diệp (Populus tremula).

### Nhà thờ Pokrov

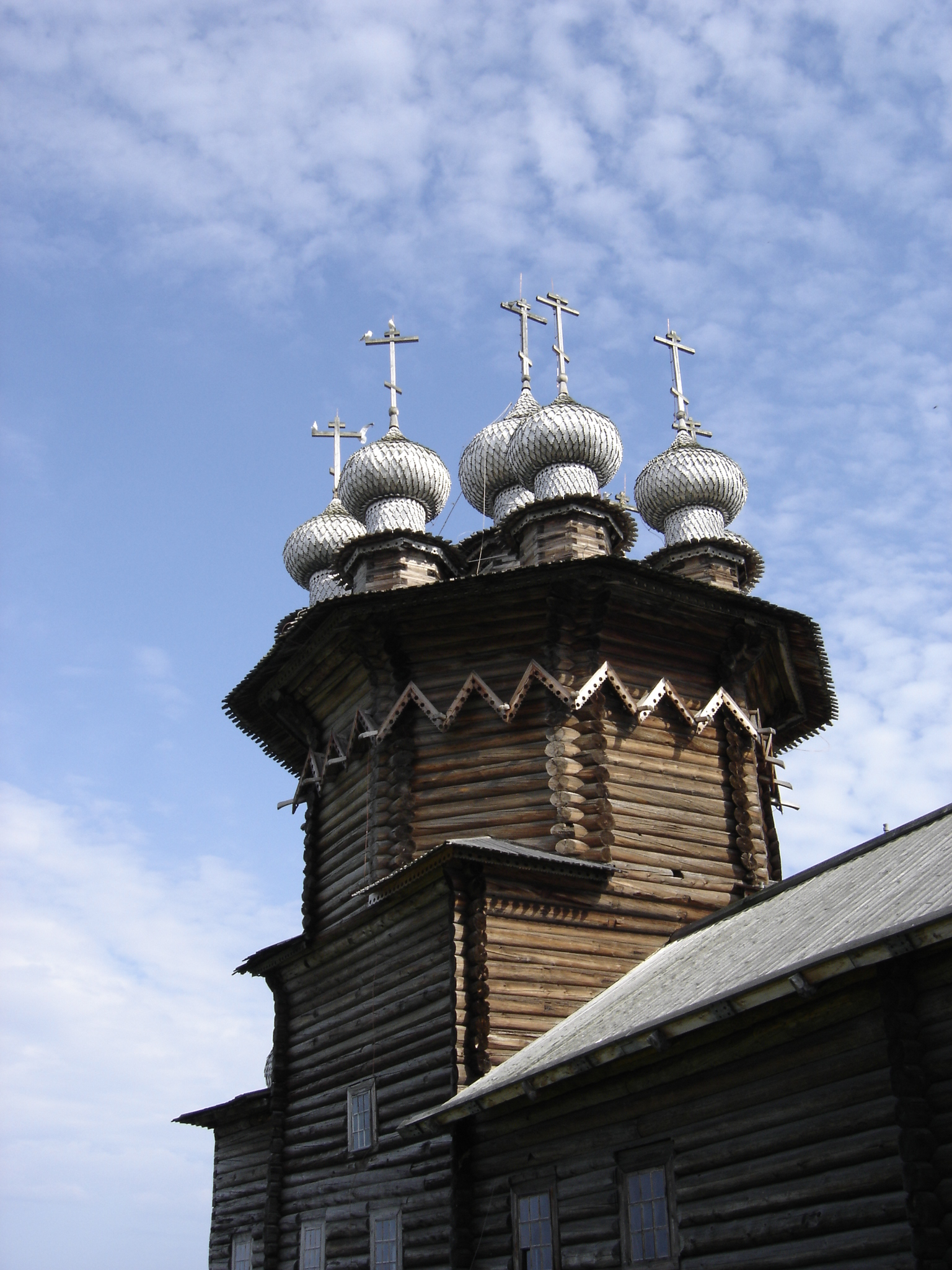
Nhà thờ Pokrov

Nhà thờ này là dạng mùa đông (có sưởi ấm), tại đây có thể tiến hành lễ từ 1 tháng 10 tới Lễ Phục sinh. Người ta cho rằng nhà thờ Pokrov được xây dựng sau nhà thờ Preobrazhen khoảng 50 năm.
Khung tranh tượng thánh ban đầu của nhà thờ Pokrov đã bị mất. Khung hiện tại được phục chế trong những năm thập niên 1950 từ các tranh thánh Zaonezh trong khoảng thế kỷ 17 tới đầu thế kỷ 18, trong số đó đáng chú ý là tranh "Điều kỳ diệu về Phlora và Lavra".

### Gác chuông
Gác chuông hoàn tất quần thể kiến trúc Kizhi. Nó được dựng lên khoảng những năm 1862-1874 tại khu vực của gác chuông cũ đã bị hỏng.

### Hàng rào gỗ
Hàng rào gỗ nguyên thủy không tồn tại đến ngày nay, nó được phục chế lại năm 1959 theo mẫu còn giữ được trên các công sự gỗ ở miền bắc.

### Nhà thờ Lazar Phục sinh

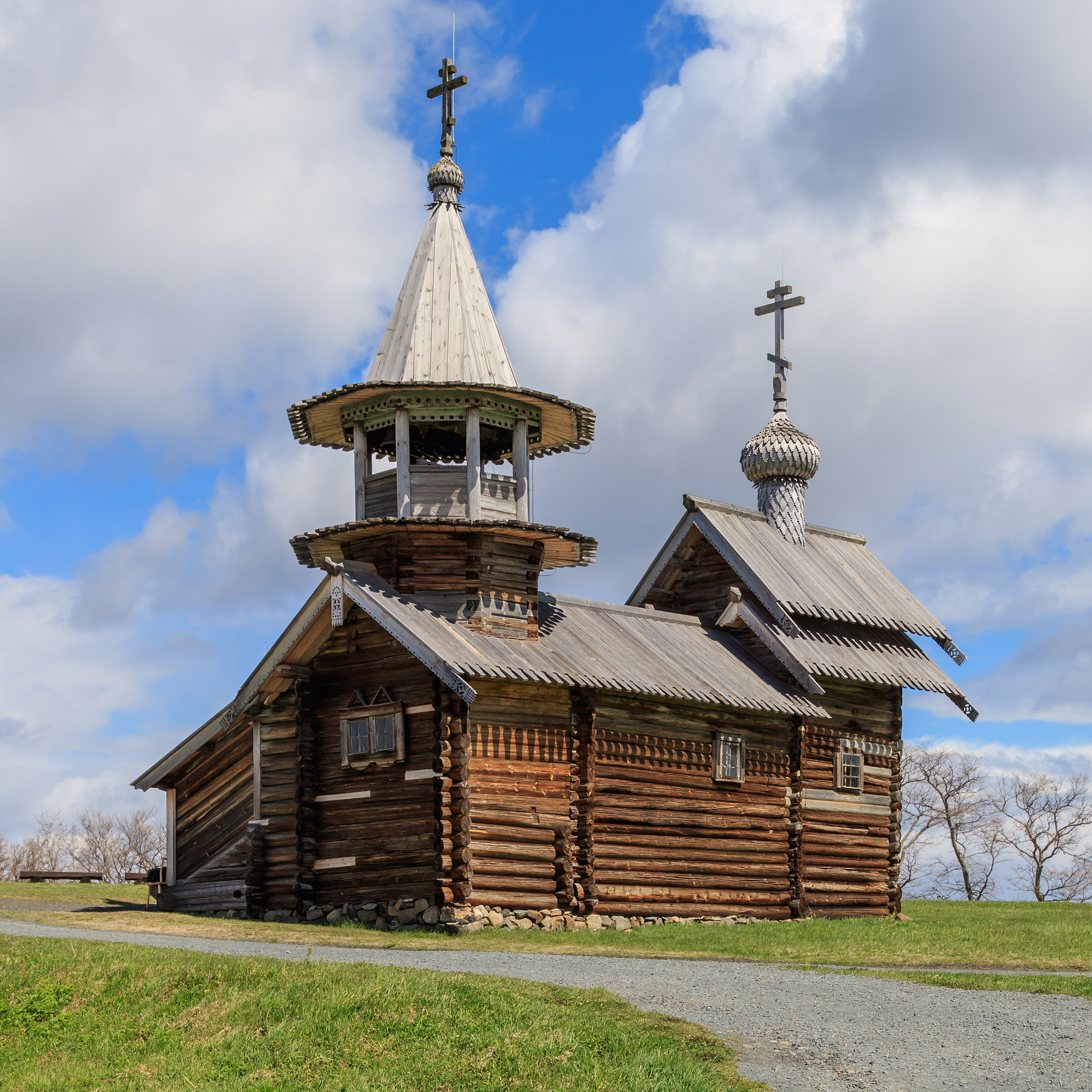
Nhà thờ Tổng lãnh thiên thần Micae

Được chuyển từ tu viện Muromskii. Nhà thờ khiêm tốn này có khung tranh thánh với hai tầng tranh tượng thánh, có lẽ không trước thế kỷ 16.

### Nhà thờ nhỏ Mikhail Arkhangel
Được chuyển từ làng Lelikozero. Trong nhà thờ nhỏ này còn giữ được khung tranh thánh và trần được tô điểm từ các tranh thánh bản địa cuối thế kỷ 17.